# Dirk Lohman

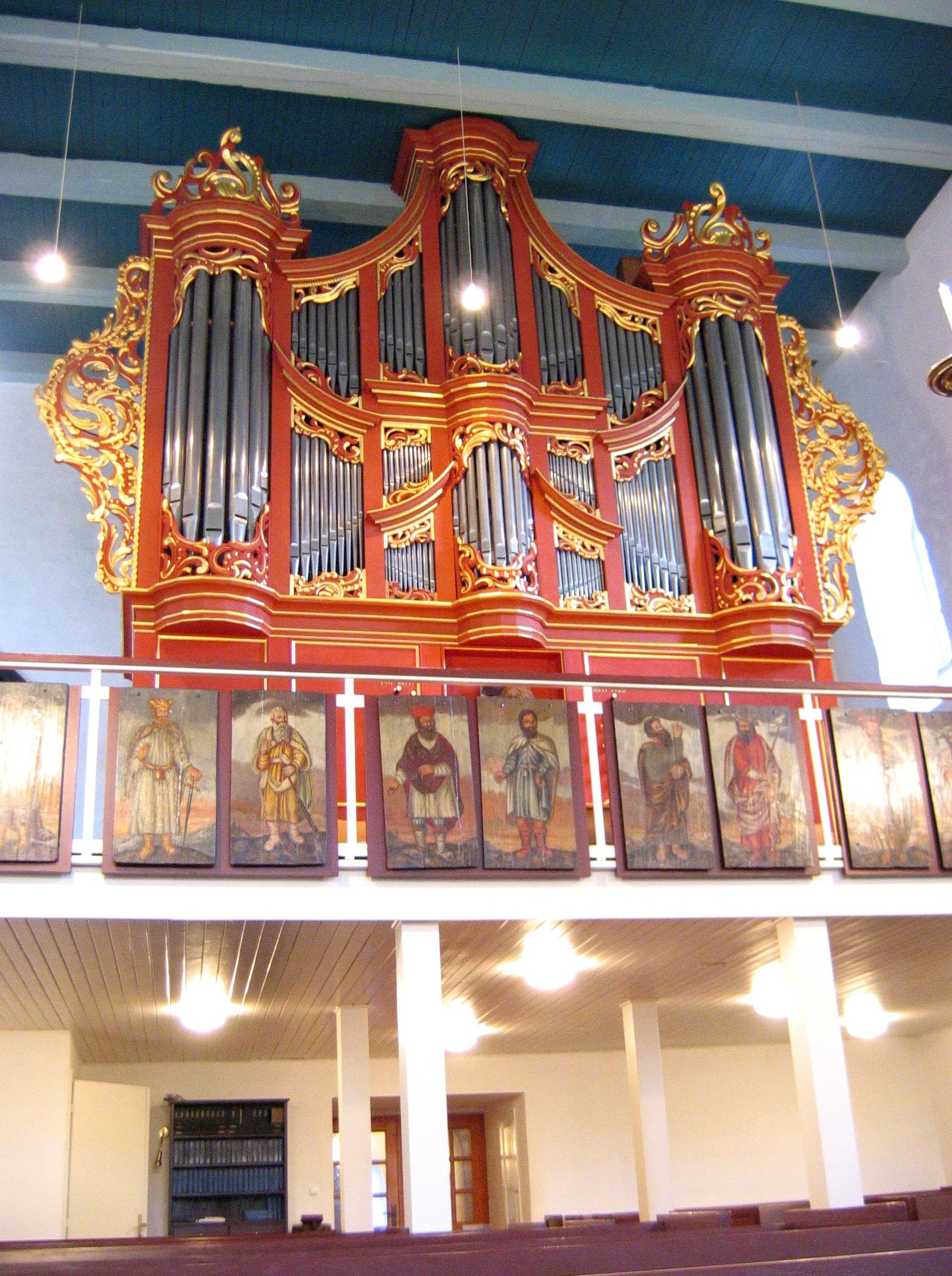
Lohman-Orgel in Hage (1783)

Dirk Lohman (* 14. Juli 1730; † 4. Juli 1814 in Groningen) war ostfriesischer Orgelbauer in Emden, der an zahlreichen Orgeln Ostfrieslands Reparaturen durchführte und in Hage (1776–1783) einen bedeutenden Neubau errichtete.

## Leben
Dirk Lohman wurde als Sohn von Nicolaus Lohman, einem Tischler in Neufunnixsiel, geboren. Er erlernte Tischlerei und Orgelbau und ging vermutlich bei dem verwandten Orgelbauer Cornelius Geerds Wallies aus Leer in die Lehre. Zunächst arbeitete er mit Wallies zusammen. 1754 zog er nach Emden, heiratete Reenste Gerdes Greving und betrieb von dort aus eine eigene Orgelbauwerkstatt. Ab 1786 war er auch in der Provinz Groningen tätig und übersiedelte 1788 nach Groningen, wo er 1814 starb. Sein Familienbetrieb wurde bis weit ins 19. Jahrhundert in Groningen fortgeführt. Sein Sohn Nicolaus Anthony Lohman (1766–1835) erlernte bei seinem Vater den Orgelbau und übernahm 1801 die Leitung des Betriebs. Dessen Bruder Gerhard Diederich (1764–1823) arbeitete bis zu diesem Jahr ebenfalls in der väterlichen Werkstatt. In dritter Generation führte der Enkel Diederik Hendrik Lohman (1797–1856) den Familienbetrieb fort. Weitere Söhne von Nicolaus Anthony waren Hinderk Berends (1799–1854) und Gerhard Willem (1802–1856), die auch in der Werkstatt mitarbeiteten. Nicolaas Anthonie Gerhardus Lohman (1834–1871), Sohn von Hinderk Berends, übernahm in vierter Generation zunächst die Firma, kaufte 1863 aber die Werkstatt von Herman Eberhard Freytag (1796–1869) auf.

## Werk
Wallies begann 1755 mit einem kleinen Orgelneubau in der französisch-reformierten Kirche in Emden. Nach dem Tod von Wallies wurde es 1756 von Lohman vollendet. Ebenso führte Lohman Wallies’ Orgelumbau in der Gasthauskirche in Emden 1758 zu Ende. Bis 1788 war er im ostfriesischen Raum fast ausschließlich mit Reparaturen beschäftigt. Nur in Hage wurde er mit einem Neubau beauftragt und arbeitete zunächst für einen Tagelohn, ab 1782 für einen Festpreis pro Register. Lohman übernahm den größten Teil des Pfeifenbestands im Hauptwerk aus der Vorgängerorgel des 17. Jahrhunderts von einem unbekannten Orgelbauer. Auch in den Niederlanden nahm er Reparaturen und Umbauten vor, in der Regel mit Hilfe seiner Söhne.

## Werkliste
Die Größe der Instrumente wird in der fünften Spalte durch die Anzahl der Manuale und die Anzahl der klingenden Register in der sechsten Spalte angezeigt. Ein großes „P“ steht für ein selbstständiges Pedal, ein kleines „p“ für ein angehängtes Pedal.
| Jahr           | Ort           | Kirche                         | Bild | Manuale | Register | Bemerkungen |
| -------------- | ------------- | ------------------------------ | ---- | ------- | -------- | --- |
| 1756           | Emden         | Französisch-reformierte Kirche |      | I/p     | 7        | Neubau von Wallies, nach dessen Tod durch Lohman vollendet. 1897 wurde die Orgel der Evangelisch-reformierten Kirchengemeinde Holßel geschenkt und entging auf diese Weise der Zerstörung durch den Zweiten Weltkrieg, dem alle anderen Stadtorgeln Emdens zum Opfer fielen. 1992–1995 vorbildliche Restaurierung durch die Gebr. Hillebrand |
| 1757           | Emden         | Gasthauskirche                 |      | II/p    | 16       | Neubau von Wallies nach dessen Tod durch Lohman vollendet; nicht erhalten |
| 1763–1764      | Weener        | Evangelisch-reformierte Kirche |      | II/p    | 22       | Reparatur der → Orgel (heute II/P/29) |
| 1765/1778–1785 | Westerhusen   | Westerhuser Kirche             |      | I/p     | 7        | Reparatur der → Orgel |
| 1767           | Norden        | Ludgerikirche                  |      | III/P   | 46       | Reparatur der → Orgel |
| 1769–1770      | Uttum         | Uttumer Kirche                 |      | I       | 9        | Reparatur der → Uttum |
| 1769–1770      | Visquard      | Visquarder Kirche              |      |         |          | Reparatur |
| 1772           | Pilsum        | Kreuzkirche                    |      | II/p    | 16       | Reparatur der → Orgel |
| 1773/1786–1787 | Greetsiel     | Greetsieler Kirche             |      | I/p     | 9        | Reparatur |
| 1776           | Rysum         | Rysumer Kirche                 |      | I       | 7        | Reparatur der → Orgel |
| 1776–1783      | Hage          | St.-Ansgari-Kirche             |      | II/P    | 22       | Einziger Neubau. Verschiedene Umbauten im 19. und 20. Jh. führten zum Verlust originaler Teile, die 1979 und 1987 durch die Firma Alfred Führer nach strengen denkmalpflegerischen Maßstäben rekonstruiert wurden. Weitgehend erhalten. |
| 1787           | Midwolda (NL) | Hervormde Kerk                 |      | II/p    | 15       | Reparatur und Umdisponierung der Orgel von Andreas de Mare d. J. (1657); Orgel weitgehend erhalten, nicht aber Lohmans Register |
| 1787–1791      | Stedum (NL)   | Bartholomeuskerk               |      | II/p    | 15       | zusammen mit Gerhard Diederich Lohman Entfernung des Rückpositivs und Erweiterung der Orgel eines unbekannten Orgelbauers (um 1680); umgebaut erhalten |